# Ida Maria
Ida Maria Børli Sivertsen (em norueguês: Ida Maria Børli Sivertsen; romaniz.: /ˈiːdə/; EE-də; nascida em Nesna, Nordland, Noruega, em 13 de julho de 1984), mais conhecida apenas por Ida Maria, é uma cantora, compositora, musicista e política norueguesa. 

## História
Obteve notável sucesso no seu país natal em 2007, após ganhar dois concursos nacionais para artistas desconhecidos, Zoom urørt 2006 e Urørtkonkurransen 2007, e fazer consideráveis concertos musicais no Festival Anual da Indústria da Música Norueguesa, chamado by:Larm, nos anos de 2007 e 2008. Seus singles "Oh My God" e "Stella" foram muito tocados na emissora de rádio norueguesa NRK P3. Sua popularidade expandiu-se até o Reino Unido, onde apareceu no programa musical Later with Jools Holland, foi entrevistada pelo The Times e participou do Festival de Glastonbury. Participou, ainda, de vários festivais, incluindo o BT Digital Music Awards 2008, onde chegou a concorrer pela categoria de melhor artista de Rock/Indie. Em fevereiro de 2009, um trecho de seu single "Oh My God" foi usado em uma promoção da popular série americana Gossip Girl.
Ida Maria sofre de uma patologia neurológica conhecida como sinestesia que a faz ver cores quando ouve música. Atualmente ela postou no twitter que gostaria de fazer shows no Brasil (Porto Alegre, São Paulo e Curitiba). 

## Discografia
Álbuns de Estúdio
- 2008 - "Fortress Round My Heart"
- 2010 - "Katla"
- 2013 - "Love Conquers All"
- 2014 - "Accidental Happiness"
- 2016 - "Scandalize My Name"

Singles
- "Oh My God"
- "Drive Away My Heart"
- "Stella"
- "Queen of the World"
- "I Like You So Much Better When You're Naked"
- "Bad Karma"
- "Cherry Red"
- "69"
- "Boogie With the Devil's Soul"
- "Scandalize My Name"
- "I'm Gonna Tell God All Of My Troubles"
- "You"
- "Fy faen"
- "Scandilove"

## Banda
Seu primeiro álbum, "Fortress Round My Heart", inclui:
- Ida Maria[3] – vocal e guitarra rítmica
- Stefan Törnby[3] – guitarra solo
- Johannes Lindberg[3] – baixo
- Olle Lundin[3] – bateria